# Вівсянка сахарська
Вівсянка сахарська (Emberiza sahari) — вид горобцеподібних птахів родини вівсянкових (Emberizidae).

## Поширення
Вид поширений на заході Північної Африки. Трапляється у горах Марокко, Алжиру, Тунісу, Лівії, Малі, Мавританії, Нігеру і Чаду.

## Опис
Дрібний птах, завдовжки до 14 см. Оперення піщане помаранчево-буре, голова сіра з темними та білими смужками. Голова у самиці сіра з легким коричневим відтінком, а смуги розмиті.

## Спосіб життя
Розмножується поріч людських поселень, відкладаючи від двох до чотирьох яєць у гнізді в отворі в стіні або будівлі. Кладка складається з двох-чотирьох яєць. Інкубація триває 14 днів. Раціон складається з насіння, але молодняк годується дрібними комахами.

## Підвиди
Таксон містить два підвиди:
- Emberiza sahari sanghae Traylor, 1960 ;
- Emberiza sahari sahari J. Levaillant, 1850.